# Zabou Breitman
Zabou Breitman (Isabelle Breitman, 30 de octubre de 1959), o simplemente Zabou, es una actriz y directora  de cine francesa. Es  hija de los actores Jean-Claude Deret y Céline Léger. A la edad de cuatro años apareció en su primera película. Desde 1981, Zabou ha actuado en docenas de papeles en cine, televisión y teatro. Hizo su debut como directora de cine en 2001 con Se souvenir des belles choses, película por la cual ganó un Premio César al Mejor Debut.
En 2012, participó en el programa de televisión Rendez-vous en terre inconnue. Tiene dos hijos con el escultor Fabien Chalon - Anna (1990) y Antonin (1993).

## Filmografía

### Directora
- 2001 - Ser souvenir des belles choses (Acordarse de cosas bellas)
- 2003 - Bien joué
- 2005 - L'hiver sous la table
- 2006 - L'homme de sa vie
- 2007 - Dix films pour en parler
- 2009 - Je l'aimais
- 2010 - No et moi